# 769
769 је била проста година.

## Догађаји
- Википедија:Непознат датум — Владавина династије Абасида у Багдаду.

- Краљ Карло Велики започиње војну кампању против Војводства Аквитаније и Војводства Гаскоња. Он предводи франачку војску до града Бордоа, где подиже тврђаву у Фронсаку. Његов млађи брат Карломан I одбија да помогне брату у борби против побуњеника и враћа се у Бургундију. Хуналд, војвода од Аквитаније, приморан је да побегне на двор у Гаскоњи. Лупус II, плашећи се Карла Великог, предаје Хуналда у замену за мир и бива смештен у манастир. Аквитанија и Гаскоња су потчињене Франачком краљевству.
- 12–15. април – Папа Стефан III сазива Латерански сабор: процедура избора папе је промењена, а иконоборство Хијеријског сабора је анатемисано.
- Манастир Талахт је основао Маел Руен у Ирској. Манастир постаје центар учења и побожности, посебно повезан са покретом духовне реформе Цели Де.

## Смрти
- Хотимир (кнез)